# Cyklonen Leon-Eline

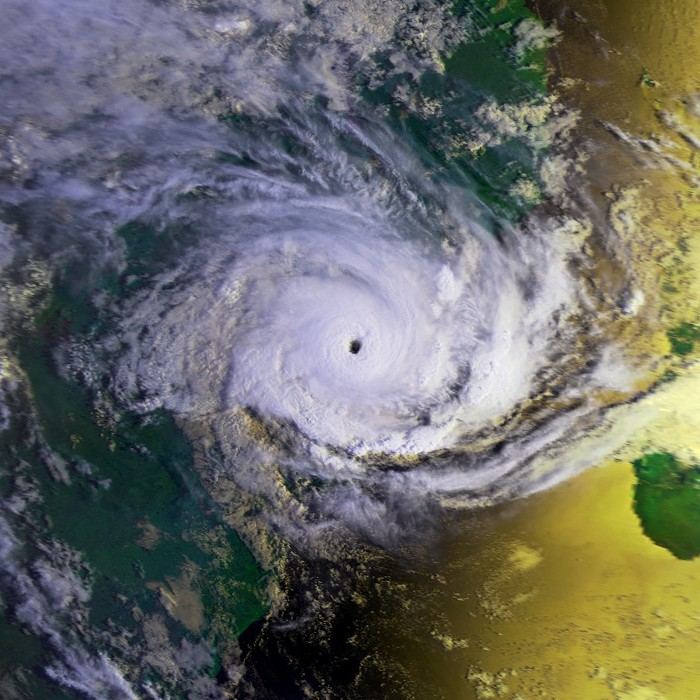
Cyklonen Leon-Eline den 22 februari 2000.

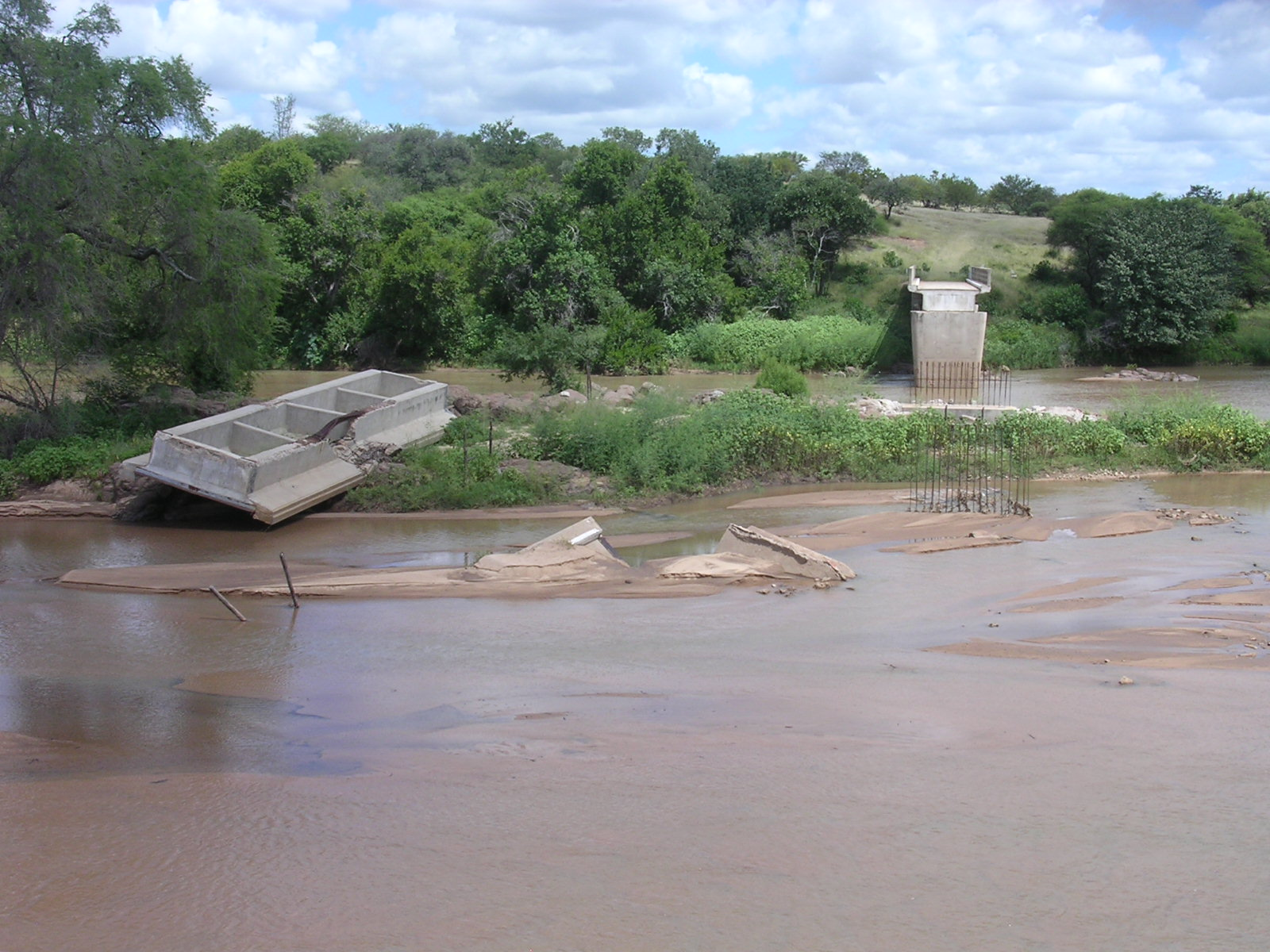
Förstörd bro i Zimbabwe.

Cyklonen Leon-Eline var en kraftfull och långlivad cyklon i Indiska oceanen som i februari 2000 orsakade stor förödelse på Madagaskar och i Moçambique, innan den klingade av över Zimbabwe.
Cyklonen upptäcktes först den 3 februari 2000 söder om Java. Den fick av de australiensiska meteorologiska myndigheterna namnet Leon. Den 8 februari korsade cyklonen den 90:e längdgraden på sin väg västerut och lämnade därmed de australiensiska myndigheternas ansvarsområde. Av Mauritius meteorologiska myndigheter fick cyklonen nu namnet Eline.
Den 14 februari passerade Eline norr om Réunion, och började hota Madagaskars östkust. Samtidigt tilltog cyklonen i styrka, med vindstyrkor på minst 46 meter per sekund, möjligen så mycket som 62 meter per sekund.
Den 17:e gick Eline in över Madagaskar strax norr om Mahanoro, med kraftiga regn som följd. 64 människor rapporterades döda och omkring 10 000 hemlösa. Över Moçambiquekanalen tog cyklonen ny fart för att den 22 februari dra in över Moçambique strax söder om Beira med vindar på över 60 meter per sekund.
Moçambique kämpade redan med svåra översvämningar, och Leon-Eline förvärrade en redan svår situation. 300 000 människor var redan hemlösa och extra utsatta. Räddningsarbetet avstannade delvis när cyklonen drog in, och i hamnen i Beira sjönk fyra skepp med hjälpsändningar med mat. 150 ytterligare människor dog, efter de 800 som fallit offer för översvämningarna.
Leon-Eline dog till sist ut över Zimbabwe, där den orsakade en del materiella skador. Den hade då korsat hela Indiska oceanen på tre veckor och orsakat stor förödelse i två länder.
En månad senare orsakade cyklonen Hudah ytterligare förödelse på norra Madagaskar och Moçambiques kust.